# Űreszköz
Űreszköznek nevezünk minden mesterséges égitestet, amelyet mesterséges módon juttattak ki a világűrbe (például hordozórakéták segítségével).
Ide tartoznak:
- műholdak (más néven mesterséges holdak) – a Föld vagy más bolygó körül keringő űreszközök;
- űrszondák – a Föld gravitációs terét végleg elhagyó űreszközök;
- mesterséges bolygók – a Nap vagy más csillagok körül keringő űreszközök;
- űrhajók – embereket szállító űreszközök;
- űrállomások – emberek tartós befogadására alkalmas űreszközök;